# Partito Democratico (Timor Est)
Il Partito Democratico (in portoghese: Partido Democrático) è un partito politico liberale e socialdemocratico di Timor Est. È stato fondato da Fernando 'Lasama' de Araujo. Il PD è uno dei tre partiti della coalizione di governo nel Parlamento nazionale di Timor Est.

## Storia
Nelle prime elezioni generali del 30 agosto 2001, il partito ha ottenuto l'8,72% dei voti e sette seggi nel parlamento nazionale. Il PD è il secondo partito più votato, dietro solo FRETILIN.
Nelle elezioni presidenziali del 2007, il fondatore Lasama corse come candidato PD, ricevendo il sostegno della Chiesa cattolica e del capo dei ribelli Alfredo Reinado; Lasama chiuso il primo turno con il 19,18% dei voti, piazzandosi terzo dietro il primo ministro José Ramos-Horta e il presidente del Parlamento Francisco Guterres, non accedendo così al secondo turno. Il risultato è stato messo più volte in discussione ma i vari ricorsi sono stati respinti.
Nelle elezioni parlamentari del 30 giugno 2007, il PD ha ricevuto il 11.30% dei voti e otto seggi in parlamento. Il PD, il Congresso Nazionale di Timor Reconstruction (CNRT) e della coalizione ASDT / PSD (formata dai l'Associazione socialdemocratico e il Partito socialdemocratico) si unirono per formare una nuova coalizione sotto il nome di Aliança da Maioria Parlamentar (AMP). L'AMP ottenne così 37 seggi ed una maggioranza parlamentare.
Nelle elezioni parlamentari del 2012, il PD ha ottenuto il 10,56%, rimanendo la terza forza politica in Timor. Con il CNRT e Frenti-Change, il PD è nel governo di coalizione. Lassama de Araújo è diventato vice primo ministro. 
Nel 2017, alle elezioni anticipate, il partito subisce un calo con il 9,79% dei consensi, divenendo il quarto partito politico, superato dal Partito Popolare. Nelle elezioni parlamentari del 2018, il PD ha ottenuto l'8,07%, rimanendo la terza forza in Timor Est.

## Risultati elettorali
Elezioni legislative
| Elezione          | Voti   | %      | Seggi  |
| ----------------- | ------ | ------ | ------ |
| Parlamentari 2001 | 31.680 | 8,72%  | 7 / 88 |
| Parlamentari 2007 | 46.946 | 11,30% | 8 / 65 |
| Parlamentari 2012 | 48.851 | 10,31% | 8 / 65 |
| Parlamentari 2017 | 55.608 | 9,79%  | 7 / 65 |
| Parlamentari 2018 | 50.370 | 8,07%  | 7 / 65 |
| Parlamentari 2023 | 64 517 | 9,32%  | 7 / 65 |

Elezioni Presidenziali
| Elezione           | Candidato            | Voti    | %      | Esito         |
| ------------------ | -------------------- | ------- | ------ | ------------- |
| Presidenziali 2007 | Fernando de Araújo   | 77.459  | 19,18% | ❌ Non eletto |
| Presidenziali 2012 | Fernando de Araújo   | 80.381  | 17,30% | ❌ Non eletto |
| Presidenziali 2017 | António da Conceição | 167.794 | 32,46% | ❌ Non eletto |